# Villalba de Duero
Villalba de Duero es un municipio y localidad española de la provincia de Burgos, en la comunidad autónoma de Castilla y León, comarca de La Ribera, partido judicial de Aranda. Su término municipal cuenta con una población de 709 habitantes (INE 2024).

## Geografía

### Ubicación

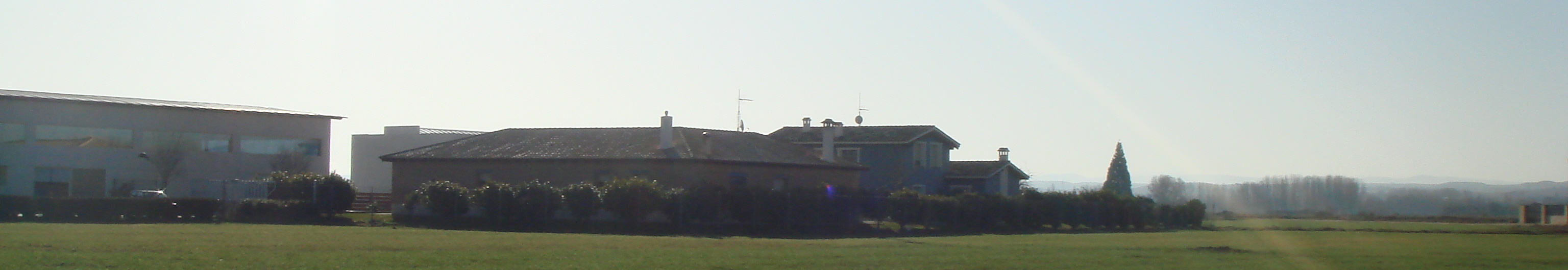
Panorámica de Villalba de Duero

Municipio
El municipio está situado en la margen derecha del río Duero, con la fisonomía característica de la Ribera: bosque de ribera paralelo al río, zona llana de vega dedicada a cultivos de regadío y cereal, mientras que en las suaves laderas alternan el cereal y el viñedo rodeados por importantes masas boscosas de pino y encina. El término municipal linda al norte y al este con el de Aranda de Duero, al sur con el de Castrillo de la Vega y al oeste con el de Gumiel de Mercado y con la La Recorva, pertenencia de la antigua Comunidad de Villa y Tierra de Aza.
Localidad
La localidad está sita en el valle del río Duero, 4,5 km al este, aguas abajo de Aranda de Duero y en un altozano situado en su margen derecha. Regado por el canal de Aranda, que partiendo de Guma recorre su margen atravesando los ríos Arandilla y Bañuelos. Al norte se encuentra la localidad de La Aguilera y al oeste el Real Sitio de La Ventosilla.

## Historia

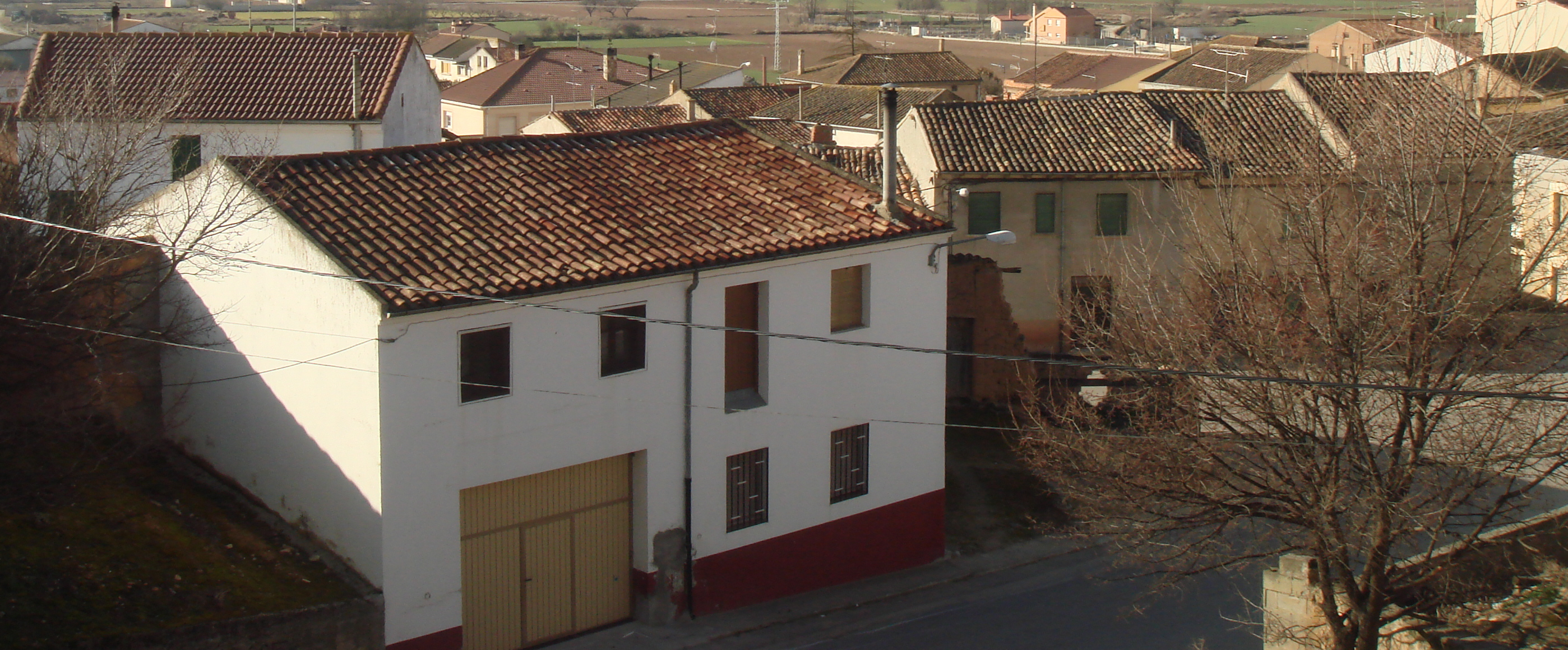
Arquitectura popular

Obtiene el rango de villa el 12 de enero de 1639, lo que supuso su independencia de Aranda, en el reinado de Felipe IV. El texto de la exención comienza así: 

"«Eximo a Vos, lugar de Villalba del derecho que en él tienen los Alcaldes de Aranda; y la hago villa de por sí y sobre sí, con jurisdicción civil y criminal, alta, baja, meromixta imperio, en el dicho lugar y su término, con derecho de vida o muerte, y de poner horca, picota (rollo), azote, cepo, grillos que se acostumbran en las villas ..»."

Villa que formaba parte, del partido de Aranda de Duero, uno de los catorce que formaban la Intendencia de Burgos durante el periodo comprendido entre 1785 y 1833, tal como se recoge en el Censo de Floridablanca de 1787. Tenía jurisdicción de señorío ejercida por el conde de Castrillo que nombraba su alcalde ordinario.
Así se describe a Villalba de Duero en el tomo XVI del Diccionario geográfico-estadístico-histórico de España y sus posesiones de Ultramar, obra impulsada por Pascual Madoz a mediados del siglo XIX:

Villa con ayuntamiento en la provincia, audiencia territorial y capitanía general de Burgos (14 leguas), partido judicial de Aranda de Duero (1), diócesis de Osma (10); Situada en la vertiente de una colina, cerca de la margen derecha del río Duero, con exposición al S; está resguardada de los vientos del N y E, y ventilada por los demás; su clima es templado y sano, y se padecen fiebres intermitentes. Tiene 160 casas; escuela de instrucción primaria común a ambos sexos; una iglesia parroquial (San Miguel) servida por un cura párroco y un sacristán; a la entrada de la población por el camino de Aranda, se halla una ermita de San Pedro, con el cementerio contiguo a ella; al pie de la colina dentro de la misma villa, hay una fuente con un pilón grande para abrevadero, y otro mayor más abajo, que sirve de lavadero de ropas, estas aguas poco abundantes y en parte sucias, sirven para el uso común del vecindario y para beber, y tal vez contribuya su insalubridad a sostener la enfermedad reinante de las intermitentes. El término confina N la dehesa de Ventosilla; E el monte de Aguilera; S Aranda y O el río Duero. El terreno es de mediana calidad, participa de monte y llano, contiene algún arbolado de pinos, que solo sirve para el combustible. Los caminos son locales. Producciones: cereales, legumbres y hortalizas; cría ganado lanar y cabrío; caza de liebres, conejos y perdices, zorros y lobos. Industria: tejidos de cáñamo y estameñas ordinarias. Población: 108 vecinos; 386 almas. Capital productivo: 1.498.800 reales; Imponible: 115.788; Contribución: 12.083 reales 8 maravedíes.
Diccionario geográfico-estadístico-histórico de España y sus posesiones de Ultramar

## Demografía
Villalba de Duero cuenta con una población de 709 habitantes (INE 2024).
| Gráfica de evolución demográfica de Villalba de Duero entre 1842 y 2021                                               |
| |
| Población de derecho según los censos de población del INE. Población de hecho según los censos de población del INE. |

## Economía
Dedicado en su mayoría a la vid dada su estratégica posición en la Ribera del Duero. Acogido a dos Denominaciones de Origen: Lechazo de Castilla y León y Vino de la Ribera del Duero.
Distribución de empresas y ocupados, por sectores de actividad, año 2005:
| Actividad    | Empresas | (%)  | Empleados | (%)  | Autónomos | (%)   |
| ------------ | -------- | ---- | --------- | ---- | --------- | ----- |
| Agricultura  | 3        | 16,7 | 22        | 21,0 | 4         | 7,69  |
| Industria    | 4        | 22,2 | 17        | 16,2 | 6         | 11,54 |
| Construcción | 7        | 38,9 | 25        | 23,8 | 12        | 23,07 |
| Servicios    | 4        | 22,2 | 41        | 39,0 | 30        | 57,69 |
| Totales      | 18       |      | 105       |      | 52        |       |

La base económica es la agricultura y ganadería. La mayoría son labradores, sin embargo, pocos tienen como única dedicación el trabajo agrícola y ganadero. Unas doce familias tienen sus propias industrias en el pueblo y una gran parte de la población de los hombres trabajan en industrias de Aranda, como Michelín, Pascual, Glaxo y en otras medianas o pequeñas empresas.
Central hidroeléctrica
Central hidroeléctrica de La Recorba, presa en el río Duero donde recibe la acequia conocida como El Alcantarillón proveniente del río Gromejón dando servicio al Real Sitio de La Ventosilla. La central hidroeléctrica tiene una capacidad máxima de turbinación de 12 m³/s y una potencia máxima instalada de 540 kW~0,4 MW.

## Comunicaciones
- Carretera: autonómica CL-619 de Aranda de Duero a Palencia que conecta con la Autovía del Norte  de Madrid a Irún.

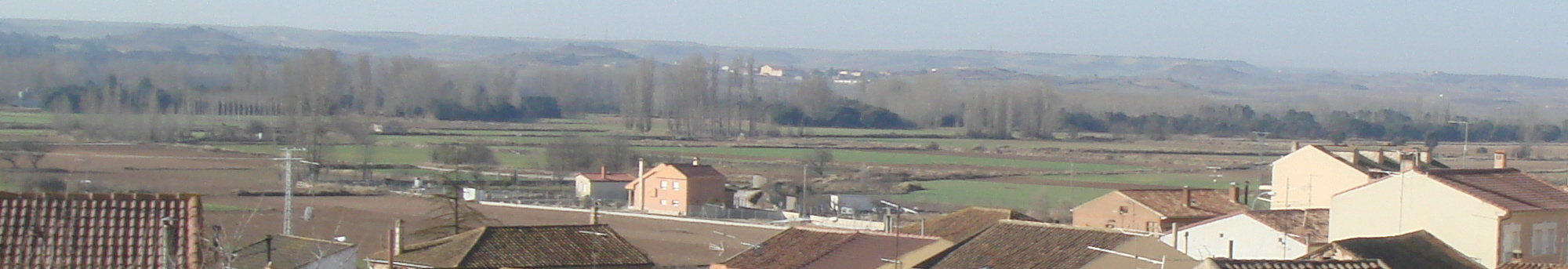
Paisaje riberas del Duero

## Símbolos
Escudo
El escudo heráldico que representa al municipio fue aprobado el 8 de julio de 1999 con el siguiente blasón:

«Escudo partido y medio cortado. Primero, en campo de azur, castillo de oro, donjonado de tres donjones, mazonado de sable; a cada flanco, león de oro, empinado, linguado y apoyado en el castillo; al jefe, estrella de oro de ocho puntas. Segundo, en oro, racimo de sable y espigas de sinople. Tercero, en gules, silueta en plata del santuario de la Virgen del Prado. Entado en plata con dos ondas de azur. Al timbre corona real.»
Boletín Oficial de Castilla y León nº 151 de 6 de agosto de 1999

Bandera
La bandera municipal fue aprobada el 23 de julio de 2001 con la siguiente descripción textual:

«Cuadrada, o de 1:1. Junto al mástil triángulo en azul, de 4,0 de profundidad; tres franjas horizontales iguales (3,3) en amarillo, blanco y rojo. En el corazón de la bandera campeará el escudo municipal»
Boletín Oficial de Castilla y León nº 156 de 10 de agosto de 2001

## Administración y política
A las elecciones de mayo de 2007 concurrieron cuatro candidaturas, con los siguientes resultados: 
| Partido                                    | Candidato                    | Votos | Concejales |
| ------------------------------------------ | ---------------------------- | ----- | ---------- |
| Partido Popular                            | Jesús Sanz de Pablo          | 191   | 3          |
| Agrupación Independiente Villalba de Duero | Luisa de Domingo Hortigüela  | 97    | 2          |
| Tierra Comunera                            | Roberto Cuadrillero del Cura | 88    | 1          |
| Solución Independiente                     | Luis Alberto Rasero          | 48    | 1          |

## Servicios

Calle El Rollo

- Colegio Rural Agrupado Riberduero.
- Guardería Las Cigueñas.
- Polideportivo municipal San Pedro.
- Piscina cubierta Gerardo de la Calle.[7][8]

## Patrimonio

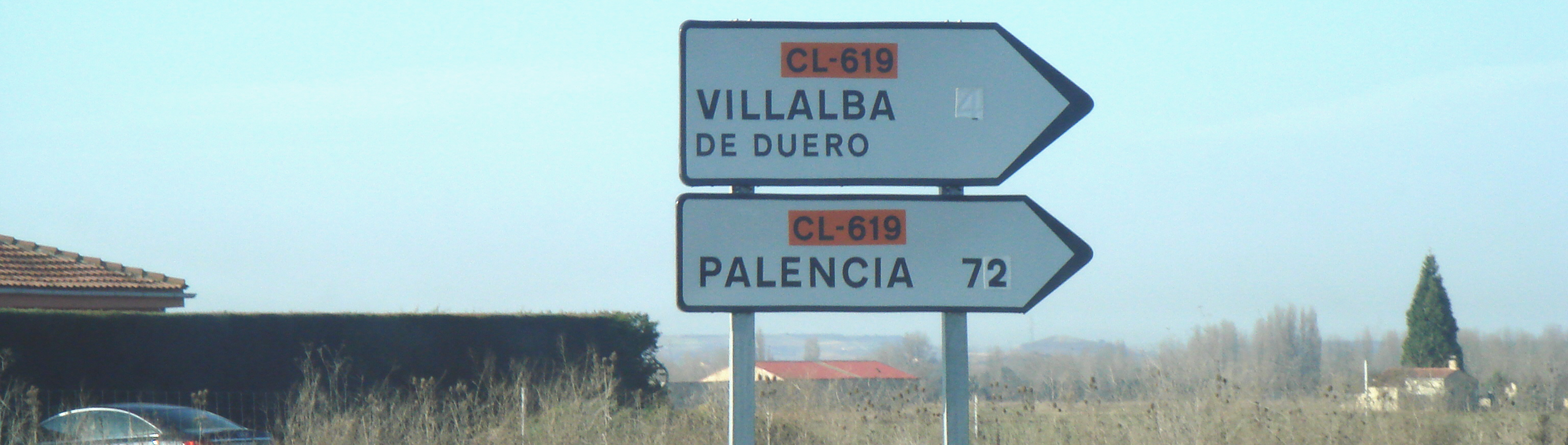
Rotonda en A-1 hacia el municipio

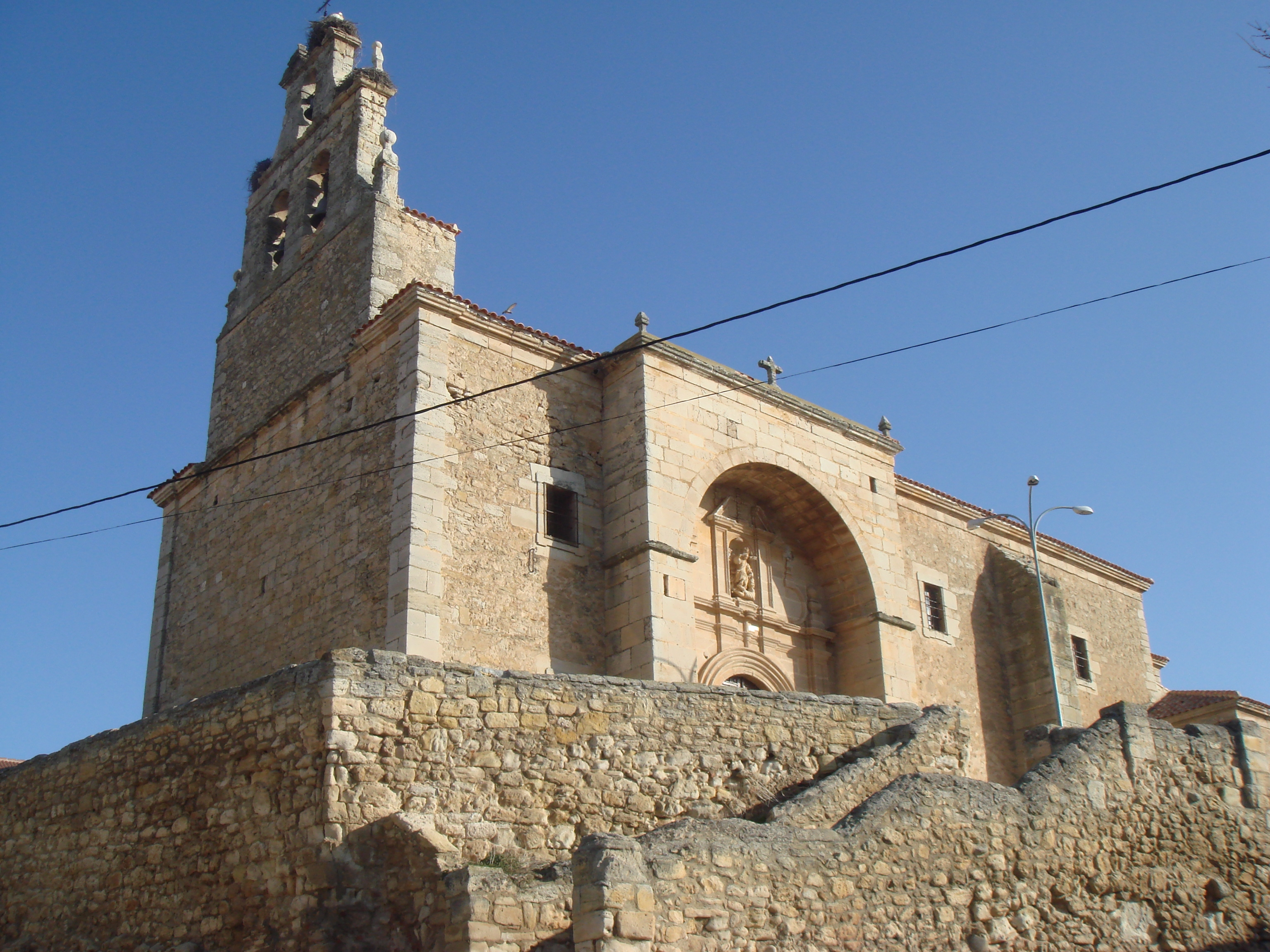
Iglesia de San Miguel Arcángel

- Iglesia parroquial, bajo la advocación de San Miguel Arcángel de estilo renacentista y concluida en el siglo XVIII. Se accede a ella por una escalinata de piedra. La portada plateresca, aparece bajo un gran arco de medio punto; la preside, una tosca imagen de San Miguel. Tiene en su interior tres altares barrocos.
- Ermita de la Virgen del Prado, al norte del municipio, donde estuvo el núcleo medieval primitivo.
- Ermita de San Pedro, al este, en un alto presidiendo el resto del núcleo urbano.

### Humedales del Carrascal

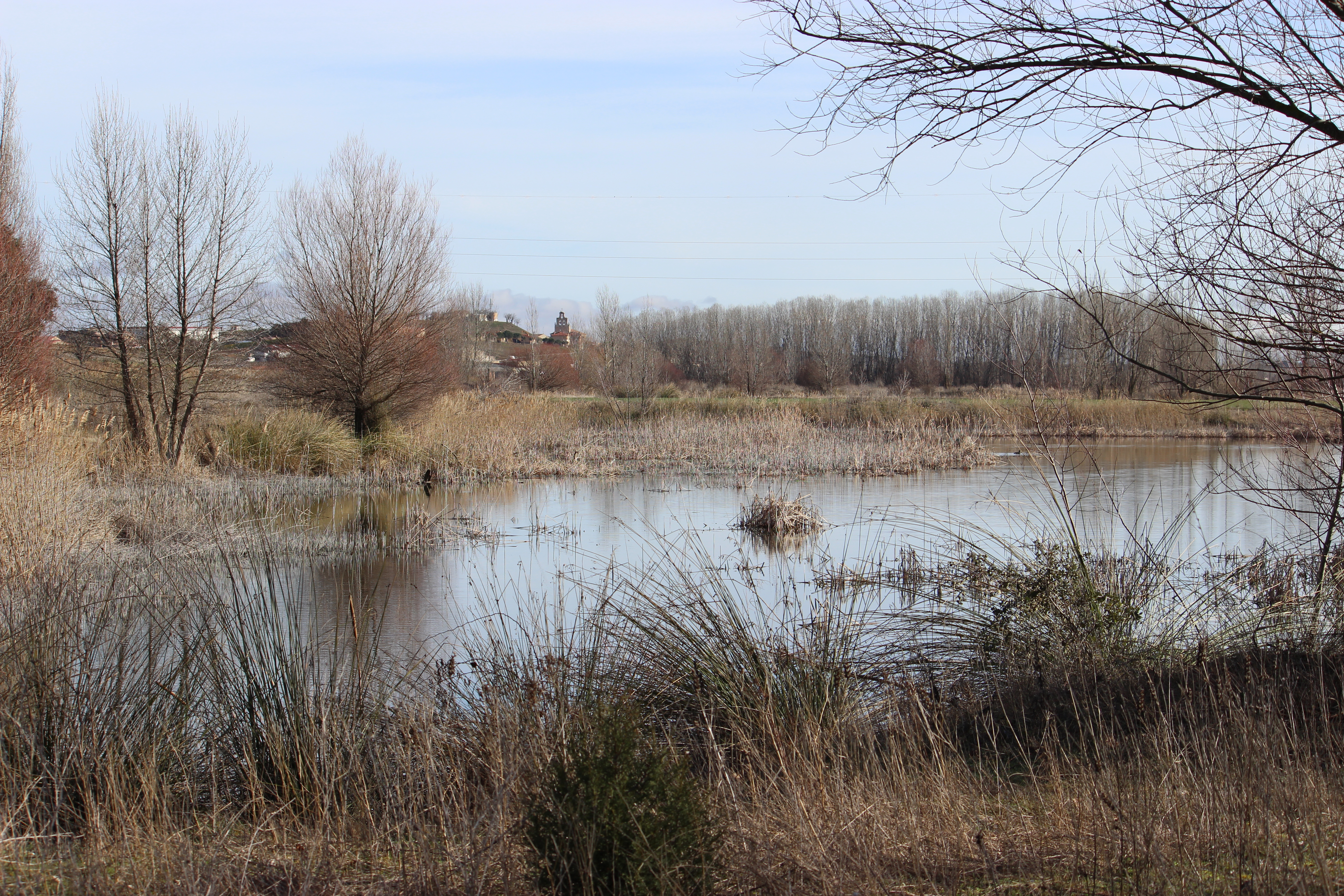
Vista de Villalba de Duero desde los humedales del Carrascal

Muy cerca del pueblo se encuentra el humedal del Carrascal, un conjunto de lagunas formadas sobre unas antiguas graveras. En la actualidad están completamente naturalizados y son un lugar de migración y cría de numerosas aves.